# SN 2000fr
SN 2000fr – supernowa typu Ia odkryta 30 kwietnia 2000 roku w galaktyce A140157+0443. W momencie odkrycia miała maksymalną jasność 24,50m.